# Macareo del Orinoco

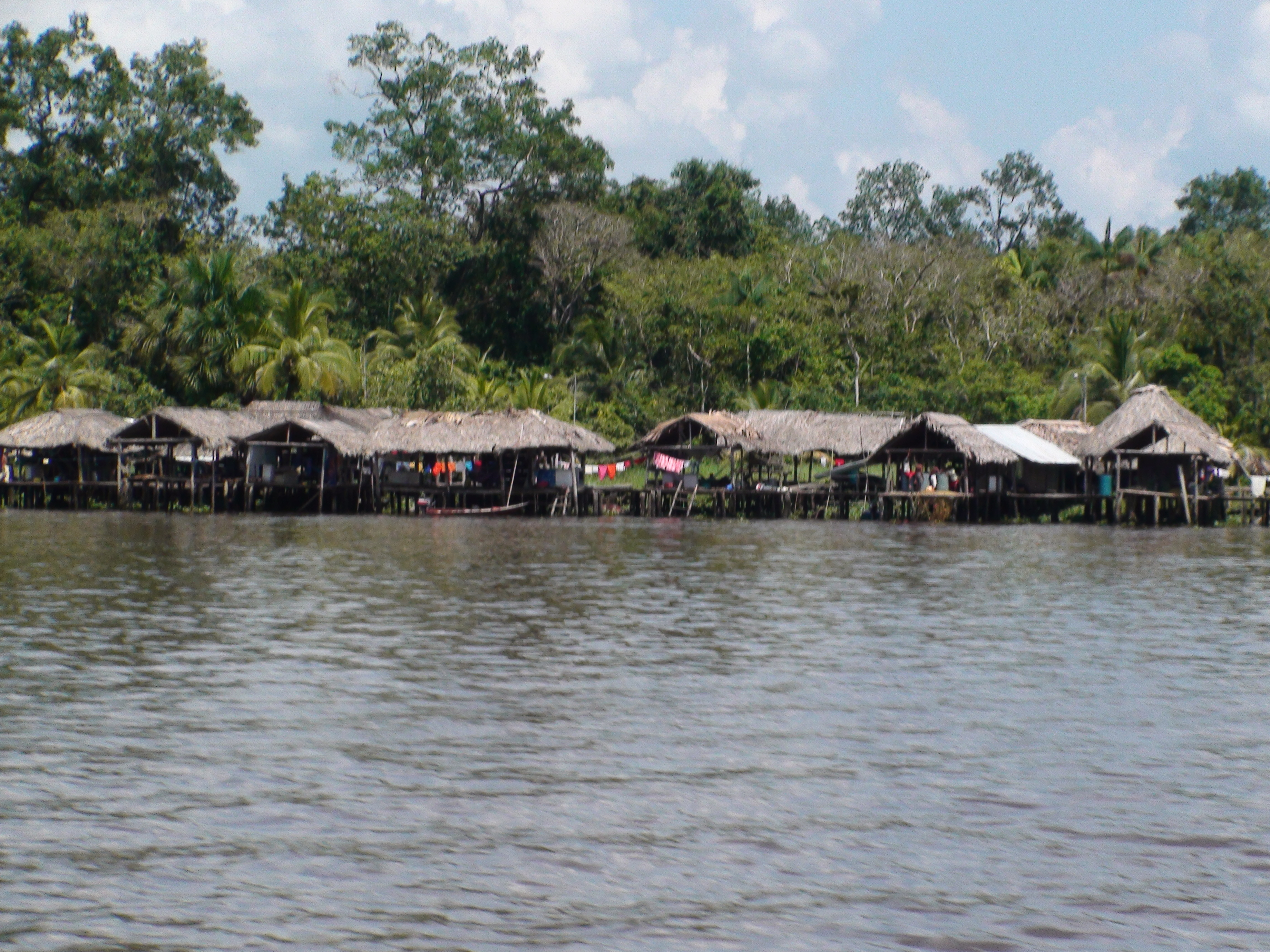
Características viviendas palafíticas en el delta del Orinoco

El macareo del Orinoco se localiza en el delta del río venezolano del mismo nombre, en su desembocadura en el océano Atlántico. Es el fenómeno que explica lo intrincado de la red fluvial en el delta del Orinoco, ya que muchos de los caños constituyen aliviaderos momentáneos para las aguas marinas. Uno de los brazos en su delta tiene este nombre, Caño Macareo.

## Historia
Es posible que el término macareo como tal, se aplicara originalmente en español por primera vez al delta del Orinoco, tomando el nombre prestado de la palabra "macareu", con el que los portugueses denominaban al mismo fenómeno presente en el río Amazonas.
El ruido del oleaje en su desembocadura ya fue notado durante el tercer viaje americano de Colón (el primero a Tierra Firme americana), tal como se indica en la obra más importante de Pablo Vila, Geografía de Venezuela: El día 1º de agosto de 1498, cuando Colón, en su tercer viaje, costeaba la isla de Trinidad por el sur, rumbo al golfo de Paria, vio por primera vez tierra del continente sudamericano. Era un saliente del Delta del Orinoco, que corresponde actualmente a la Punta Bombeador, accidente avanzado entre los brazos Mariusa y Macareo. La abundancia de aguas dulces en aquel mar, le hizo suponer que provenía de un gran río procedente de "tierra infinita". No quedaba descubierto el Orinoco, pero se entrevió su existencia. Y el mismo Colón, en la carta de su tercer viaje señala: Cuando yo llegué a esta punta del Arenal, allí se hace una boca grande de dos leguas de Poniente a Levante, la isla de la Trinidad con la tierra de Gracia… Fallaron siempre cinco brazas de fondo y el agua muy dulce… y entonces conjeturé que los hilos de la corriente y aquellas lomas que salían y entraban en estas bocas con aquel rugir tan fuerte, que era pelea del agua dulce con la salada… no creo que se sepa en el mundo de río tan grande y tan fondo. Evidentemente "ese rugir tan fuerte", hacía referencia al fenómeno del macareo en las aguas oceánicas próximas a la desembocadura, no por la acción del mar sobre el río, sino por el fenómeno inverso, el de las aguas represadas al salir hacia el mar abierto.

## Características hidrológicas
La mayoría de los caños o brazos del delta tienen numerosos meandros formando círculos casi completos y, además corrientes contrapuestas de acuerdo con la fase de las mareas: durante el pleamar, la corriente superficial se dirige río arriba (aunque en el fondo siga fluyendo hacia el mar) y poco tiempo después sucede lo contrario. En sentido amplio, el fenómeno del macareo o, mejor dicho, el fenómeno oceanográfico que da origen al macareo, es el que explica la formación de un delta en una zona costera plenamente oceánica.
El delta del Orinoco constituye un tipo de delta no muy frecuente, ya que se encuentra en una desembocadura en el Océano Atlántico (los deltas son mucho más frecuentes en los mares cerrados o semicerrados, donde el efecto de las mareas es mucho menos intenso que en los océanos). En realidad, las mareas en el Orinoco no ejercen unos efectos muy intensos, pero a ellos hay que sumar los de la corriente de deriva litoral, que no es otra que la Corriente Ecuatorial del Norte, la cual resulta desviada hacia las costas venezolanas por la configuración de la línea de la costa desde la línea ecuatorial. Y también hay que tener en cuenta el enorme caudal del río en su totalidad (33.000 m³/s) además de la enorme cantidad de sedimentos que acarrean sus aguas y que, al enfrentarse a las mareas y corrientes, han ido depositándose y construyendo las islas deltaicas. Este Delta tiene una disposición muy curiosa, ya que la red de los brazos principales semeja una gigantesca mano izquierda con la palma hacia abajo: el dedo pulgar, más corto y grueso, correspondería a Boca Grande o de Navíos; el meñique, al caño Manamo; el anular, al Caño Macareo; el dedo medio al caño Mariusa y el índice al Araguao y Araguaimujo. El delta del Orinoco constituye un paraíso para todas las clases de especies de aves y todas las orillas de los miles de km de los caños o brazos del río están cubiertas de manglares, cuyas raíces se hunden en el agua fluvial o marina y cuyo nivel superior forma una especie de plataforma o entramado vegetal que está determinado por la amplitud de las mareas.

## Boca Grande o de Navíos
Es la boca más importante del Orinoco y constituye el brazo más meridional. Su anchura es considerable y más bien debería considerarse como un verdadero estuario antes que el brazo de un delta. Y aquí se encuentra la explicación del fenómeno: en la Boca Grande, el efecto sumado de las mareas, de las corrientes y del propio caudal del río (es el más caudaloso brazo o caño del delta) hacen que, durante el reflujo, se limpie, amplíe y profundice el cauce. 
¿Qué sucede entonces? Que en sentido estricto, el delta del Orinoco es una combinación de delta y estuario, este al sur y todo el delta en sentido estricto hacia el norte del mismo. Ello se demuestra porque todos los brazos del Orinoco al norte de Boca Grande o más bien, al norte del Caño Araguao, tienen sus desembocaduras desviadas hacia el noroeste. Así pues, la zona que se extiende entre los caños Grande y Araguao presenta unas características similares a un gran estuario compuesto por innumerables brazos que en conjunto presentan un caudal muy superior al resto de los brazos del Delta. Sin embargo, esta zona meridional del delta presenta un desarrollo menor que el resto: al ser más intenso el efecto de las mareas, acentuado por el de la corriente litoral, todos los brazos se limpian con el reflujo de las mareas, con lo que los sedimentos se van adentrando en el mar o son desviados hacia el noroeste, contribuyendo a la construcción de las flechas litorales, islas y barras litorales del resto del delta (un 60 % de su superficie). La formación en la parte sur del Delta, de una especie de golfo entre las islas Corocoro y Tobejuba ha servido para trazar una línea de base recta que encierra un área considerada de aguas internas, a efectos de la posible delimitación de las áreas marinas y submarinas.

## Caño Manamo
Constituye el brazo más septentrional del Delta del Orinoco y en su margen derecha se encuentra la ciudad de Tucupita, que es la capital del Estado Delta Amacuro (con unos 70.000 habitantes según el censo de 1990, aunque su población actual debe haber sobrepasado esta cifra en más de 20.000 personas, aproximadamente). Este brazo fue cerrado hace unas cuatro décadas, con el propósito de construir un acceso vial a Tucupita además de drenar las aguas sobrantes que aislaban a la ciudad, aunque el verdadero motivo era para desviar aguas hacia el Caño Macareo y hacia el Río Grande o Boca de Navíos (son los dos brazos navegables para grandes barcos) con el fin de aumentar su caudal para permitir la entrada de barcos oceánicos que suben aguas arriba hasta la confluencia del Caroní, a buscar el mineral de hierro de la Guayana Venezolana. Es una palabra del idioma warao que significa dos. Y este nombre autóctono se refiere al hecho de que viene a ser el segundo límite del Delta por su parte norte. Manamo es una palabra grave o llana, por lo que no debe acentuarse, como se hace de manera incorrecta, con demasiada frecuencia. Muchos autores consideran que el cierre parcial del Caño Manamo (tiene una compuerta), ha traído ciertos perjuicios de tipo ecológico para la fauna, la vegetación y el aumento de la contaminación.

## El Caño Macareo
Es el Brazo de mayor longitud y uno de los más importantes que conforman el Delta del Orinoco, especialmente, desde que el Caño Manamo fue cerrado para construir una vía hacia Tucupita, la capital del Estado Delta Amacuro. Es por ello que también ahora es uno de los brazos del Delta más importantes por su caudal, similar al de la Boca Grande (Río Grande) o Boca de Navíos. 

## Las mareas y los waraos
La penetración de las aguas marinas en el delta del Orinoco constituye una importante fuente de recursos para los waraos, ya que permite la superposición casi diaria de las especies piscícolas tanto oceánicas como fluviales, lo que da origen a una importante riqueza pesquera, hábilmente utilizada por este grupo indígena desde hace siglos. Siempre fue motivo de asombro para los españoles el sentido de orientación que tienen los waraos cuando navegan por el delta, inclusive de noche cuando se guían por las estrellas, dado el intrincado laberinto de canales del delta y los continuos cambios del sentido de la corriente debido al influjo de las mareas.
El fenómeno del macareo no solo incrementa el intercambio piscícola entre las aguas fluviales y las marinas, sino que también las aves se aprovechan de este fenómeno, de la misma manera que los guaraos, tal como nos da a entender la obra de Rómulo Gallegos, Canaima. Los guaraos se han adaptado muy bien a este fenómeno, construyendo sus amplias y abiertas viviendas sobre plataformas hechas de troncos y otras materias vegetales a cierta altura sobre el nivel del río, con el fin de evitar la inundación de las mismas. Este hecho ha dado origen a una cadena de errores que han durado mucho tiempo por haber sido recogidos en la obra cumbre de Alejandro de Humboldt Viaje a las regiones equinocciales del Nuevo Continente: la referencia a los guaraunos o guaraos de que viven sobre las copas de los árboles, adonde los misioneros no los pueden seguir. Este error, que fue tomado por Humboldt de una obra del siglo XVI (de Walter Raleigh) llegó a perdurar durante más de un siglo en obras como la Geografía de Codazzi y la Enciclopedia Espasa-Calpe, como se señala en una obra del misionero Fray Ángel Turrado Moreno publicada en 1945.

## Citas literarias
- En su obra cumbre El Paraíso perdido, John Milton imaginó el paraíso terrenal en una de las islas del delta del Orinoco, gracias a las descripciones algo exageradas y fantasiosas de Walter Raleigh en su obra sobre sus viajes al Orinoco: The discovery of the large, rich and beautiful empire of Guaiana, with a relation of the great and golden city of Manoa (which the Spaniards call El Dorado). Ya antes, el propio Cristóbal Colón había hecho referencia a que el paraíso terrenal debió haber estado ubicado en esta zona del Delta, cuyo paisaje es realmente espectacular, en mucho mayor grado que el de la mayoría de los ríos del mundo.
- Poema de Rómulo Gallegos:

A los macareos han llegado millares de garzas:

rojas corocoras, chusmitas azules y las blancas, de toda blancura;

pero todas albean los esteros
 
Ya parece que no hubiera sitio para más

y continúan llegando en largas bandadas de armonioso vuelo
Rómulo Gallegos, Canaima